# Austin A30
Der Austin A30 war ein zwei- oder viertüriger Kleinwagen der Austin Motor Company. Nach dem Zweiten Weltkrieg waren zunächst nur Mittel- und Oberklassefahrzeuge im Produktionsprogramm von Austin. Der Austin 7 wurde nicht mehr hergestellt und von der Kundschaft, die sich die größeren Wagen nicht leisten konnte,  vermisst.
Im Jahr 1951 stellte Austin ein ganz neues Fahrzeug vor: Das neue Modell A30 war in der modernen Pontonform gestaltet und der erste Austin mit selbsttragender Karosserie. Die viersitzige Limousine (Saloon) mit zwei oder vier Türen war 3467 mm lang und 1378 mm breit. Auch war ab 1954 ein zweisitziger Van und ein viersitziger Kombi (Countryman) mit zwei Türen vorn und Hecktüren erhältlich. In den Vordertüren gab es Schiebefenster und kleine Dreieckfenster zum Öffnen; in den Fondtüren waren die großen Scheiben fest in die Rahmen eingelassen und nur die kleineren Dreieckfenster zu öffnen. Das Auto war mit einem 4-Zylinder-Frontmotor (803 cm³, 28 bhp [21 kW]), einem 4-Gang-Getriebe mit Schalthebel zwischen den Vordersitzen und Hinterradantrieb ausgestattet. Die Limousine erreichte knapp 100 km/h. Anstatt einer Blinkanlage hatte sie Winker in den Rahmen hinter den Vordertüren. Die Vorderräder waren einzeln an Doppelquerlenkern mit Schraubenfedern und Hebelstoßdämpfern aufgehängt. Hinten war eine Starrachse (Banjoachse) mit Blattfedern, Hebelstoßdämpfern und Stabilisator eingebaut. Die teilhydraulische Bremsanlage wirkte hydraulisch auf die Trommelbremsen (Duplexbremse) der Vorderräder und mit dem „frame cylinder“ auf das Gestänge der Handbremse, das seinerseits mit den Trommelbremsen der Hinterräder verbunden war. Das Lenkgetriebe war eine Fingerlenkung mit geteilter Spurstange.
1953, im Krönungsjahr von Königin Elisabeth II., wurde das Auto in überschwänglichem Nationalstolz mit einer besonderen Palette von Außenfarben angeboten: Sie waren alle nach englischen Königsschlössern (z. B. Windsor, Balmoral usw.) benannt.
1956 wurde das Fahrzeug grundlegend überarbeitet und als Nachfolgemodell Austin A35 auf den Markt gebracht.